# Les Trois Cédrats
Les Trois Cédrats (en napolitain : Le tre cetra) constitue le dernier conte (Cinquième journée, neuvième divertissement) du recueil de Giambattista Basile, le Conte des contes, ou Pentamerone. Il représente une version du XVIIe siècle du thème de L'Amour des trois oranges, titre d'un conte fantastique de Carlo Gozzi (1761), qui a lui-même inspiré l'opéra du même nom de Sergueï Prokofiev.

## Résumé
Le roi de Longue Tour a un fils qui méprise les femmes et refuse de se marier. Un jour pourtant, en se blessant au doigt, il laisse tomber deux gouttes de sang dans du caillé, et le mélange qui en résulte lui inspire le désir d'une femme au teint aussi blanc que ce fromage et aussi rouge que ce sang. Il exige de son père de pouvoir partir à la recherche de cette beauté, et celui-ci finit par s'y résoudre, lui fournissant une poignée d'écus et quelques serviteurs.

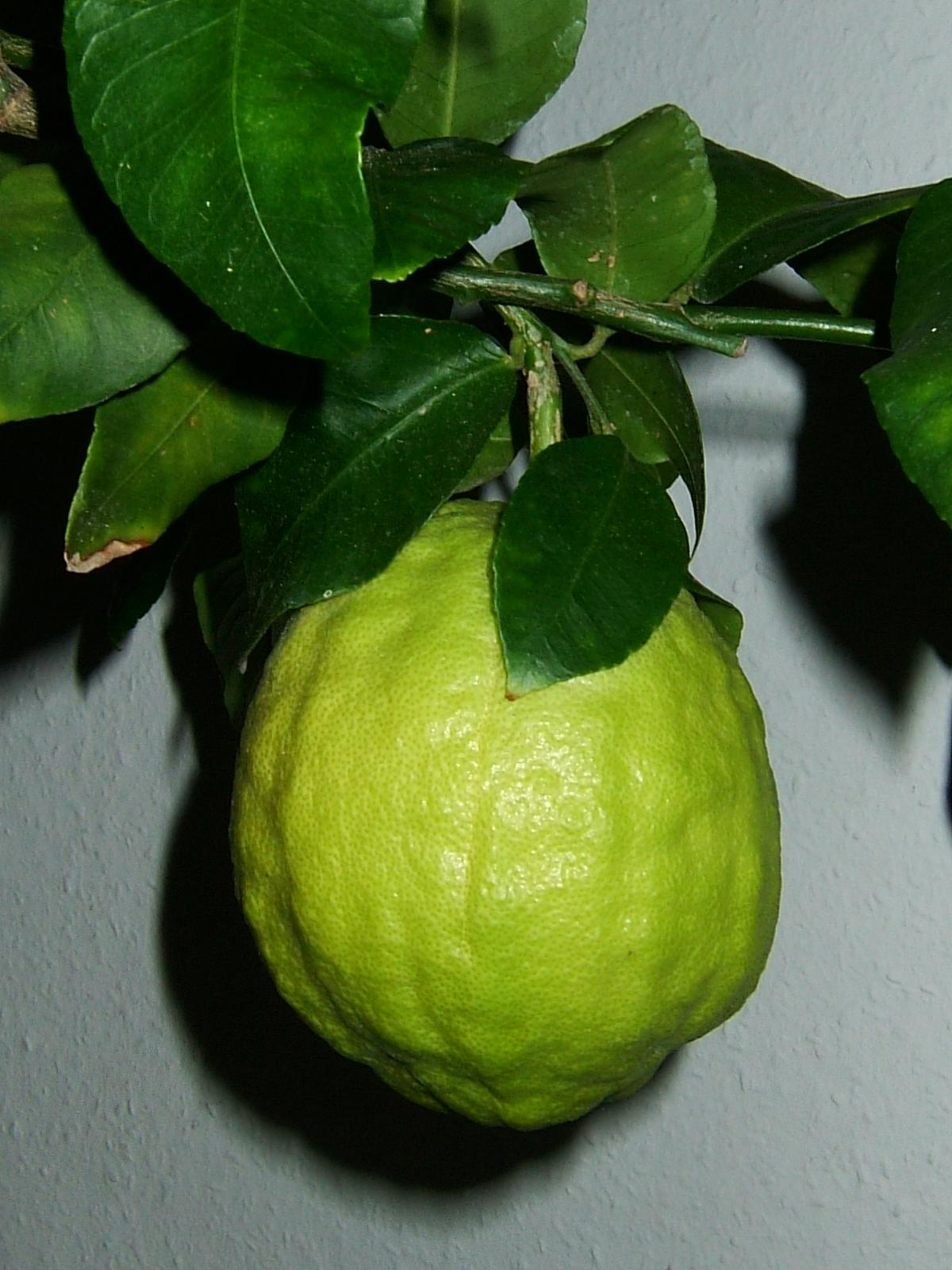
Un cédrat (Citrus medicus).

Le prince mène sa quête à travers de multiples contrées. Abandonnant au passage sa suite sur un rivage de France, il finit par aborder à l'« île des ogresses », où il rencontre une vieille femme très laide à laquelle il expose le but de sa quête. La vieille femme l'encourage à se sauver au plus vite pour échapper à ses trois ogres de fils. La scène se répète auprès d'une deuxième vieille dans un autre pays. Il rencontre finalement une troisième vieille qui se montre bien plus accueillante, l'invite à déjeuner et lui remet trois cédrats et un couteau. Elle lui recommande de s'en retourner en Italie, et lorsqu'il parviendra à une fontaine en vue de son royaume, de couper en deux un cédrat : il en sortira une fée à laquelle il devra immédiatement donner de l'eau à boire, sans quoi elle disparaîtra. S'il n'y réussit ni avec le premier ni le deuxième cédrat, qu'il ne manque pas son coup la troisième fois, et il obtiendra une femme selon son cœur.
Le prince remercie la vieille et regagne les abords de son pays. Arrivé à une fontaine, il coupe un cédrat comme le lui a prescrit la vieille, mais la fée qui en sort est si belle qu'il en reste bouche bée et ne parvient pas à lui donner à temps l'eau qu'elle réclame, à la suite de quoi elle disparaît. Il en est de même la deuxième fois. La troisième fois il parvient enfin à désaltérer la créature et se retrouve avec une merveilleuse jeune fille entre les bras. Il lui enjoint de l'attendre dans un chêne vert tandis qu'il va quérir auprès de son père le costume et l'escorte qu'elle mérite.
Pendant son absence, une esclave noire vient puiser de l'eau à la fontaine. Apercevant dans l'eau le reflet de la fée au-dessus d'elle, elle croit qu'il s'agit de sa propre image, et, se prenant soudain pour une beauté, en brise sa cruche de dédain. La scène se répète le lendemain avec un tonnelet ; le troisième jour, la maîtresse de l'esclave, hors d'elle de se voir si mal servie, la bat et lui confie une outre en lui ordonnant de rapporter cette fois de l'eau si elle ne veut pas être rossée bien plus copieusement encore. L'esclave, maugréant, perce l'outre de trous, ce qui fait rire la fée dans l'arbre, à la suite de quoi l'esclave comprend son erreur et fait raconter son histoire à la fée. Sous prétexte de la coiffer, elle lui enfonce alors une épingle dans la tête : la fée se transforme en colombe et s'envole. L'esclave prend sa place dans l'arbre et salue le retour du prince comme si elle était la fée qu'il y avait laissée. Celui-ci, stupéfait et dépité de la transformation de sa belle, l'habille malgré tout et prend le chemin de son royaume en sa compagnie. En route, ils rencontrent le roi et la reine, parents du prince, qui malgré leur tristesse devant ce couple si mal assorti, renoncent au trône en faveur de leur fils et de sa moricaude.
Tandis que la noce se prépare, apparaît une colombe qui interpelle le cuisinier, lui demandant « ce que le fait le roi fait avec la sarrasine ». Informée, la fiancée ordonne de transformer la colombe en pâté. Le cuisinier s'exécute et jette les plumes dans un vase : trois jours plus tard, un beau cédratier y a poussé. Encore trois jours, et trois cédrats s'y épanouissent, pareils à ceux que la vieille avait donnés au prince. Celui-ci les cueille et les coupe en deux. Comme la première fois, des deux premiers fruits sort une fée qui disparaît rapidement, mais du troisième cédrat surgit la belle jeune femme qu'il avait serrée dans ses bras. Le prince l'entraîne dans la salle du banquet de noces, et demande à l'assistance ce que mériterait celui qui ferait du tort à une telle beauté. Tous suggèrent des châtiments divers, jusqu'à ce que la fausse fiancée noire, interrogée à son tour, déclare qu'une telle personne devrait être brûlée, et ses cendres jetées du haut du château. Le prince lui répond qu'elle a décrit son propre supplice, et la fait brûler, et éparpiller ses cendres.

## Commentaires et analogies

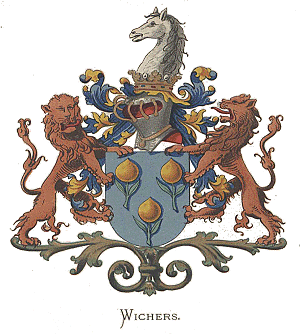
Trois oranges figurent sur le blason de la famille néerlandaise Wichers.

Ce récit est associé au conte-type AT 408, Les Trois Oranges. Il fait appel au thème plus général de la fiancée substituée ; toutefois, comme le signale Stith Thompson, ce conte-type, probablement d'origine italienne, semble essentiellement confiné à l'Europe méridionale (Italie, Espagne, Portugal, Grèce), ainsi qu'à la Hongrie et à la Turquie. Le fait qu'on le retrouve parfois en Perse et en Inde ne permet pas d'en inférer une origine orientale. Il est absent des Contes de Grimm, ainsi que de la collecte d'Afanassiev.
Hans-Jörg Uther indique différentes variantes de la trame du récit. Le prince a parfois à l'origine été insolent avec une vieille femme, ou a brisé sa jarre, à la suite de quoi elle lui jette un sort, le condamnant à tomber amoureux de trois oranges (ou citrons, ou autres fruits, ou jeunes filles d'origine magique). Les jeunes filles qui sortent (souvent nues) des fruits peuvent demander, non de l'eau, mais un peigne, un miroir, un vêtement, etc. La négresse est parfois remplacée par une tzigane ou une sorcière, qui fournit au prince différents types d'explications à son soudain changement d'apparence (dû au soleil, au vent...) Pour prendre la place de la fiancée du prince, la fausse fiancée, soit recourt comme ici à une épingle, soit jette la vraie fiancée dans la fontaine, où elle se transforme en poisson ou en oiseau, que l'usurpatrice fait tuer ; mais de ses restes pousse un arbre, qu'elle fait alors abattre ; la jeune femme renaîtra d'un éclat de bois, ou de la souche, et finira par se faire reconnaître du prince. Uther note une dizaine de combinaisons fréquentes entre ce conte et d'autres contes-types.
Delarue et Tenèze fournissent comme exemple du conte-type 408 une version nivernaise abrégée, recueillie en 1886 dans la région de Tannay. Ce récit incorpore de nombreux éléments hétérogènes : on y retrouve notamment un motif présent dans le conte russe intitulé La Baba Yaga, où l'héroïne se concilie les bonnes grâces d'animaux et d'objets divers en prenant soin d'eux ; lorsque la sorcière veut les lancer à la poursuite de l'héroïne, ils répondent que celle-ci les a bien traités, alors que la sorcière ne s'en est jamais souciée, et refusent d'obéir. Les jeunes femmes qui surgissent des oranges et que le prince n'a pu désaltérer tombent mortes. Le personnage de l'esclave noire  y est remplacé par la fille traîtresse (et rousse) d'un ami du prince, et la colombe redevient une belle jeune femme lorsque le prince retire de sa tête l'épingle qui y était restée fichée. Delarue mentionne entre autres une version de Charles Deulin, Désiré d'amour et une autre de Claude Seignolle, Les trois pommes. Ils indiquent deux monographies d'Emmanuel Cosquin, consacrées, l'un au motif de l'épingle enchantée, l'autre à celui du sang sur la neige.
Comme dans l'ensemble du Pentamerone, le style de ce dernier conte du recueil, qui rejoint le récit-cadre (l'histoire de l'esclave noire est similaire à celle de Lucia, qui a dépossédé la princesse Zoza de son prince, et Lucia cherche à empêcher la conteuse d'aller jusqu'au bout de son histoire) est baroque, truculent et ironique. Le portrait, très chargé, de la « moricaude » et de son parler « petit-nègre » (« moi pas être esclave lippue, moi pas être vilaine Mauresque, moi pas être grosse mollasse, moi être beauté », selon la traduction de F. Decroisette), serait inimaginable dans la littérature actuelle.